# Ana María Rovira
Anna María Rovira i López (nacida el 13 de noviembre de 1947) es una botánica española, que desarrolla actividades académicas en el "Departamento de Botánica", de la Facultad de Farmacia, en la Universidad de Barcelona.

## Algunas publicaciones
- m.c. Martinell, a. m. Rovira lópez, c. Blanché, m. Bosch. 2011. Shift towards autogamy in the extremely narrow endemic Aquilegia paui and comparison with its widespread close relative A. vulgaris (Ranunculaceae). Plant Systematics and Evolution, 295 (1-4): 73-82 DOI: 10.1007/s00606-011-0463-x

- ---------------, s. Dötterl, c. Blanché, a. m. Rovira lópez, s. Masso, m. Bosch. 2010. Nocturnal pollination of the endemic Silene sennenii (Caryophyllaceae): an endangered mutualism? Plant Ecology 211: 203-208

- Rovira lópez, anna maría; maría Bosch, Julián molero Briones, césar Blanché i vergés. 2004. Pollination ecology and breeding systems of the very narow coastal endemic Seseli farrenyi (Apiaceae). Effects of population fragmentation. Nordic J. of Botany 22 (6): 727 - 740

- ------------------------------, --------------, ----------------------------, ----------------------------, joan Simon. 1997. Delphinium L. subgen. Delphinium in the iberian peninsula and north Africa: a new taxonomic approach. Lagascalia 19 ( 1-2 ) : 59-82, ISSN 0210-7708

- La abreviatura «Rovira» se emplea para indicar a Ana María Rovira como autoridad en la descripción y clasificación científica de los vegetales.[3]